# Frontière entre la Cisjordanie et Israël
La frontière entre la Cisjordanie et Israël est la frontière séparant la Cisjordanie, territoire palestinien, d'Israël. De fait de la situation diplomatique complexe entre la Cisjordanie, Israël et la Jordanie toute proche, cette frontière est fortement contrôlée et fortifiée. De jure, la frontière est basée sur le plan de partage de la Palestine de 1947, de facto, elle s'appuie sur la ligne verte tracée en 1948 après la guerre israélo-arabe.

## Principaux points de passage
Les principaux points de passage sur le Jourdain, entre la Cisjordanie et la Jordanie sont :
- le pont Allenby, à une dizaine de kilomètres de Jéricho ;
- le pont Adam, plus au nord.